# Cayo Furio Pácilo (cónsul 251 a. C.)
Cayo o Gayo Furio Pácilo  fue cónsul en el año 251 a. C. con Lucio Cecilio Metelo. Luchó en la primera guerra púnica.
Fue enviado junto con su colega a Sicilia para combatir a Asdrúbal el Bello, el general cartaginés. Los soldados romanos estaban tan vivamente alarmados por los elefantes del Ejército cartaginés, que sus generales no se atrevían a atacar al enemigo, sino que permanecían inactivos durante mucho tiempo.
Al final, cuando Pácilo regresó a Italia con una parte de las fuerzas, Asdrúbal aprovechó la oportunidad para atacar a Panormo, pero fue totalmente derrotado por Metelo en la batalla de Palermo, durante la cual Metelo mató a un gran número de sus tropas y capturó a todos sus elefantes que luego exhibió en su triunfo en Roma. Esta victoria estableció la supremacía romana en Sicilia y puede decirse que tuvo una influencia decisiva en la suerte de la guerra.